# Unión Juvenil Cruceñista
La Unión Juvenil Cruceñista (UJC) fue creada el 7 de octubre de 1957 en la ciudad de Santa Cruz de la Sierra, en el Departamento de Santa Cruz de Bolivia. La institución juvenil se autodefine como cívica y autonomista. A través de su historia ha recibido críticas y acusaciones en relación a sus actividades de apoyo al movimiento autonomista de Santa Cruz de la Sierra y luchas cívicas llevadas a cabo en el departamento. En el último tiempo ha sido parte fundamental en la oposición al pasado gobierno del Evo Morales y, aunque se alinearon con Jeanine Áñez, actualmente vuelven a ser parte destacada de la oposición más furibunda al gobierno de Luis Arce.
Dentro de la Unión Juvenil Cruceñista, la mayoría de sus afiliados son jóvenes menores de 30 años. Algunos de sus miembros han sido procesados judicialmente en relación a hechos de violencia racista.[cita requerida] De acuerdo a algunos analistas, sus acciones no refuerzan al movimiento autonómico, ya que le dan un tinte fascista a una fuerza política que se define como democrática. Varios medios y analistas han señalado el racismo de la UJC como una parte intrínseca de su ideología y su accionar.'
Ser falangista sigue siendo una condición para unirse a la Unión de la Juventud Crucenista. Sus miembros adoptan frecuentemente el saludo fascista, con el brazo derecho extendido, en las reuniones. Conocida por su violento activismo, la organización es considerada un grupo paramilitar por la Federación Internacional por los Derechos Humanos (FIDH). Sus militantes provienen generalmente de clases altas.

## Historia
El fundador de la Unión Juvenil Cruceñista fue Carlos Valverde Barbery, líder de la Falange Socialista Boliviana (FSB), un grupo nacionalista creado en la década de 1930 a imagen y semejanza de la Falange Española de José Antonio Primo de Rivera en España. Según su fundador, "la Unión de la Juventud Crucenista fue creada para ser el 'brazo armado' del Comité Cívico de Santa Cruz, encargándose no sólo de la lucha callejera, sino también del adoctrinamiento popular y el apoyo militar al comité ".
En 1971 la UJC participó en el golpe de estado de Hugo Banzer. Carlos Valverde Barbery fue nombrado Ministro de Salud.

## Organización
La Unión Juvenil Cruceñista es conformada a través de asambleas y encuentros departamentales en donde participan los miembros activos y las diferentes filiales establecidas en diferentes partes del departamento de Santa Cruz. La admisión se reserva para jóvenes de Santa Cruz de entre 18 y 35 años.